# NGC 3262
NGC 3262 (również PGC 30876) – galaktyka soczewkowata (SB0), znajdująca się w gwiazdozbiorze Żagla. Odkrył ją John Herschel 3 lutego 1835 roku.